# Турист Трофи
RAC Tourist Trophy — одна из старейших британских автомобильных гонок спортивных автомобилей. В разные годы существовала как в формате дорожной гонки на выносливость, проводимой на острове Мэн и в Северной Ирландии, так и в формате кольцевой гонки, проводимой на закрытых кольцевых автодромах Великобритании.

## Краткая история
Впервые организована Королевским Автомобильным Клубом Великобритании в 1905 году. До 1922 года проводилась на дорогах острова Мэн. В период с 1928 по 1936 (дорожная трасса Ардс) и с 1950 по 1955 годы (дорожная трасса Дандрод) гонка была важнейшим ежегодным автогоночным событием Северной Ирландии, собиравшим множество участников, десятки тысяч зрителей и широкое освещение в прессе. В послевоенный период гонка существовала как этап чемпионата World Sportscar Championship в 1953—1965 (с перерывами), и в качестве одного из двух британских этапов чемпионата Europen Touring Car Championship в 1967—1988 (с перерывами). Последний раз проводилась в 2014 году как один из этапов World Endurance Championship.
Гонка 1953 года, проводимая на трассе Дандрод как 6-й этап первого Чемпионата мира по гонкам на спортивных автомобилях, длилась более 9 часов, и по пройденной дистанции в 1265 км стала самой длинной Турист Троофи в истории. Проводимая в дождь гонка 1955 года оказалась самой быстрой по средней скорости прохождения дистанции — более 140 км/ч, но в процессе гонки аварии не менее двух экипажей закончились смертью гонщиков, что с учётом произошедшей в июне 1955 аварии на гонке в Ле-Мане привело к переносу гонки с дорог общего пользования на закрытые кольцевые автодромы.
Одним из успешнейших гонщиков Турист Трофи стал Стирлинг Мосс, выигравший гонку в период 1950—1961 года 4 раза в одно лицо и 3 раза в составе экипажа.